# Hans-Georg Herzog
Hans-Georg Herzog (10 de setembro de 1912 - 20 de julho de 1959) foi um oficial alemão que serviu no Deutsches Heer durante a Segunda Guerra Mundial. Foi condecorado com a Cruz de Cavaleiro da Cruz de Ferro com Folhas de Carvalho.

## Condecorações
| Cruz de Ferro (1939) 2ª Classe                                   | 14 de junho de 1940    |
| Cruz de Ferro (1939) 1ª Classe                                   | 29 de abril de 1941    |
| Distintivo de Honra do Exército                                  | 27 de setembro de 1943 |
| Medalha da Frente Oriental                                       |                        |
| Cruz Germânica em Ouro                                           | 30 de julho de 1942    |
| Cruz de Cavaleiro da Cruz de Ferro                               | 6 de abril de 1944     |
| Cruz de Cavaleiro da Cruz de Ferro com Folhas de Carvalho nº 798 | 23 de março de 1945    |